# Henrietta Christie
Henrietta Christie, née le 23 janvier 2002 à Wellington, est une coureuse cycliste professionnelle néo-zélandaise.

## Biographie
Cette jeune championne national du contre-la-montre " espoirs " 2021, remporte le classement de la meilleure jeune au Tour cycliste féminin international de l'Ardèche 2021, alors sa deuxième course par étapes de sa carrière. Elle finit cette course à la 17e place du classement général. 

## Palmarès sur route

### Par années
- 2018
  - 3e de Le Race
- 2019
  - 2e de Le Race
  - 3e du championnat d'Océanie du contre-la-montre
  - 3e du championnat de Nouvelle-Zélande du contre-la-montre juniors
- 2020
  -  Championne de Nouvelle-Zélande du contre-la-montre juniors
  - 2e du championnat de Nouvelle-Zélande sur route juniors
- 2021
  -  Championne de Nouvelle-Zélande du contre-la-montre espoirs
- 2023
  - 2e du championnat de Nouvelle-Zélande du contre-la-montre espoirs
  - 6e de la Cadel Evans Great Ocean Road Race Women
- 2024
  - 3e du Gran Premio Ciudad de Eibar
- 2025
  - 3e du championnat de Nouvelle-Zélande du contre-la-montre

### Résultats sur les grands tours

#### Tour de France
3 participations
- 2022 : 59e
- 2023 : 105e
- 2025 : 80e

#### Tour d'Espagne
2 participations
- 2024 : 28e
- 2025 : 71e

### Classement mondiaux
| Année                                 | 2021 | 2022 | 2023 | 2024 |
| ------------------------------------- | ---- | ---- | ---- | ---- |
| Classement UCI                        | 459e | 510e | 128e | 136e |
| UCI World Tour                        | nc   | nc   | 74e  | 137e |
|                                       |      |      |      |      |
| Légende : nc = non classéSource : UCI |      |      |      |      |